# Секреньеши, Пирошка
Пирошка Секреньеши (венг. Piroska Szekrényessy; 1 мая 1916 года, Будапешт, Венгрия — 30 октября 1990 года, Будапешт, Венгрия) — фигуристка из Венгрии, бронзовый призёр чемпионатов Европы 1936 и 1937 годов, шестикратная чемпионка Венгрии в парном катании. В 1936 году в сложнейшей борьбе на Олимпийских играх уступили бронзовые медали своим товарищам по команде. Выступала также в женском одиночном катании.
Выступала в паре со своим братом Аттилой Секреньеши.

## Спортивные достижения

### Пары
| Соревнования/Сезоны | 1935 | 1936 | 1937 | 1938 | 1939 | 1940 | 1941 | 1942 | 1943 |
| ------------------- | ---- | ---- | ---- | ---- | ---- | ---- | ---- | ---- | ---- |
| Зимние Олимпиады    |      | 4    |      |      |      |      |      |      |      |
| Чемпионаты мира     | 4    |      | 4    | 5    | 4    |      |      |      |      |
| Чемпионаты Европы   |      | 3    | 3    | 4    |      |      |      |      |      |
| Чемпионаты Венгрии  |      |      | 1    | 1    | 1    |      | 1    | 1    | 1    |

### Женщины
| Соревнования/Сезоны | 1931 |
| ------------------- | ---- |
| Чемпионаты Европы   | 10   |